# Вильмюр
Вильмю́р (фр. Villemur, окс. Vilameur) — коммуна во Франции, находится в регионе Юг — Пиренеи. Департамент — Верхние Пиренеи. Входит в состав кантона Кастельно-Маньоак. Округ коммуны — Тарб.
Код INSEE коммуны — 65475.

## География

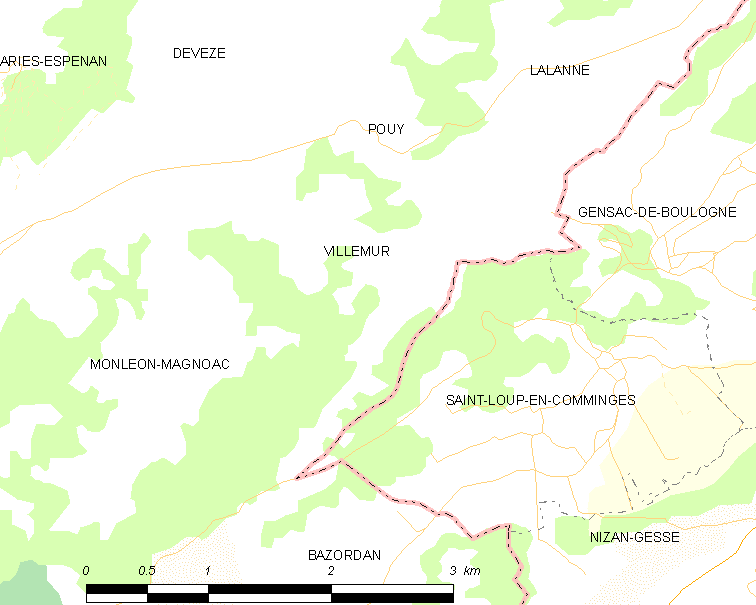
Карта коммуны

Коммуна расположена приблизительно в 640 км к югу от Парижа, в 85 км юго-западнее Тулузы, в 39 км к востоку от Тарба.
По территории коммуны протекает река Сье.

## Климат
Климат умеренно-океанический с солнечной тёплой погодой и обильными осадками на протяжении практически всего года.

## Население
Население коммуны на 2010 год составляло 64 человека.
| 1962 | 1968 | 1975 | 1982 | 1990 | 1999 | 2010 |
| ---- | ---- | ---- | ---- | ---- | ---- | ---- |
| 80   | 80   | 84   | 63   | 62   | 58   | 64   |

## Администрация
| Период | Период | Фамилия        | Партия | Примечания |
| ------ | ------ | -------------- | ------ | ---------- |
| 2001   | 2008   | Жан-Поль Лапер |        |            |
| 2008   | 2014   | Ален Мийе      |        |            |
| 2014   | 2020   | Жан-Поль Лапер |        |            |

## Экономика
В 2010 году среди 40 человек трудоспособного возраста (15-64 лет) 28 были экономически активными, 12 — неактивными (показатель активности — 70,0 %, в 1999 году было 81,6 %). Из 28 активных жителей работали 26 человек (15 мужчин и 11 женщин), безработных было 2 (2 мужчин и 0 женщин). Среди 12 неактивных 0 человек были учениками или студентами, 5 — пенсионерами, 7 были неактивными по другим причинам.